# بلبل شکم‌زرد
بلبل شکم‌زرد (نام علمی: Pycnonotus flaviventris) نام یک گونه از سرده بلبل‌ها است.